# Survivor – A túlélők viadala (4. évad)
Survivor – A túlélők viadala (4. évad) a negyedik évada a Survivor magyar verziójának, ami 2018. szeptember 24-től november 10-ig volt látható az RTL Klub adásában, a műsorvezető Istenes Bence volt. Az első évad 2003-ban volt látható, a második 2004-ben, majd a harmadik 13 év szünet után, 2017-ben. A lebonyolítás formátuma hasonló az amerikaihoz.
A játékban 16 túlélő vett részt, melyet két törzsre, Gagambára és Agilára osztottak. A 7. részben még két játékos csatlakozott a szigetlakókhoz.

## Események

### 1. rész
- A tizenhat játékos szétosztása a két törzsbe
- Elindul a Törzsek háborúja
- 1. zsákmányszerzés
  - Nyeremény: Gazdag sziget
  - Győztes:  Gagamba

### 2. rész
- 1. védettségi játék
  - Győztes:  Agila

### 3. rész
- 1. törzsi tanács

| Törzs       | Gagamba  |
|             |          |
| Játékos     | Szavazat |
| Beni        | Dávid    |
| Sanyi       | Kitty    |
| Kitty       | Viki     |
| Alexandra   | Sanyi    |
| Dávid       | Sanyi    |
| Gábor       | Sanyi    |
| Vera        | Sanyi    |
| Viki        | Sanyi    |
|             |          |
| Kiszavazott | Sanyi    |

### 4. rész
- 2. zsákmányszerzés
  - Nyeremény: létra
  - Győztes:  Gagamba

### 5. rész
- 2. védettségi játék
  - Győztes:  Gagamba

### 6. rész
- 2. törzsi tanács

| Törzs       | Agila    |
|             |          |
| Játékos     | Szavazat |
| Bence       | Fanni    |
| Tamás       | Fanni    |
| Eszter      | Bence    |
| Eszti       | Bence    |
| Fanni       | Bence    |
| Jérémy      | Bence    |
| Nóri        | Bence    |
| Robi        | Bence    |
|             |          |
| Kiszavazott | Bence    |

### 7. rész
- 3. zsákmányszerzés
  - Nyeremény: Két új játékos – Balázs és Emese + a győztes választhat a két játékos közül
  - Győztes:  Agila
- Balázs az Agilához, míg Emese a Gagambához csatlakozik

### 8. rész
- 4. zsákmányszerzés
  - Törzsenként két-két játékos részvételével. A résztvevők:
    -  Agila – Balázs és Eszter
    -  Gagamba – Dávid és Vera

  - Nyeremény: hal + előny a következő védettségi játékon – a vesztes törzs két játékosa nem vehet részt a következő védettségi játékon
  - Győztes:  Agila
- Eszti feladja a játékot

### 9. rész
- 3. védettségi játék
  - Győztes:  Gagamba

### 10. rész
- 3. törzsi tanács

| Törzs       | Agila    |
|             |          |
| Játékos     | Szavazat |
| Jérémy      | Balázs   |
| Robi        | Nóri     |
| Balázs      | Robi     |
| Eszter      | Robi     |
| Fanni       | Robi     |
| Nóri        | Robi     |
| Tamás       | Robi     |
|             |          |
| Kiszavazott | Robi     |

### 11. rész
- Szigetcsere – az Agila a Gazdag szigetre, míg a Gagamba a Szegény szigetre költözik
- 5. zsákmányszerzés
  - Nyeremény: rántott hús
  - Győztes:  Agila
- 6. zsákmányszerzés
  - Nyeremény: szappan
  - Győztes:  Gagamba

### 12. rész
- 4. védettségi játék
  - Győztes:  Agila

### 13. rész
- 4. törzsi tanács

| Törzs       | Gagamba   |
|             |           |
| Játékos     | Szavazat  |
| Dávid       | Alexandra |
| Gábor       | Alexandra |
| Viki        | Alexandra |
| Kitty       | Emese     |
| Vera        | Emese     |
| Alexandra   | Viki      |
| Beni        | Viki      |
| Emese       | Viki      |
|             |           |
| Kiszavazott | Viki      |

- Mivel Alexandra és Viki egyaránt három szavazatot kapott, egy párbajra került sor. A párbajt Alexandra nyerte, így a Gagamba törzs tagja maradt, míg Viki kiesett a játékból.

### 14. rész
- 7. zsákmányszerzés
  - Nyeremény: tűzifa
  - Győztes: Habár a játék első körét az  Agila nyerte, Balázs közvetlenül a játék után rosszul lett, így nem hirdettek győztest.
- 8. zsákmányszerzés
  - Törzsenként két-két játékos részvételével. A résztvevők:
    -  Agila – Balázs és Fanni
    -  Gagamba – Beni és Kitty

  - Nyeremény: paprika, hagyma, étolaj + előny a következő védettségi játékon
  - Győztes:  Agila

### 15. rész
- 5. védettségi játék
  - Győztes:  Agila

### 16. rész
- Balázs feladja a játékot, helyére visszatér Robi
- Játék az egyesített –  Bayani – törzsbe való bekerülésért
  - Részt vevő törzs:  Agila
  - Továbbjutók: Eszter, Fanni, Nóri, Robi, Tamás
  - Első párbajozó: Jérémy
- A továbbjutók új szigetre költöznek
- 5. törzsi tanács – utolsó a Törzsek háborújában

| Törzs       | Gagamba   |
|             |           |
| Játékos     | Szavazat  |
| Kitty       | Alexandra |
| Vera        | Alexandra |
| Alexandra   | Kitty     |
| Beni        | Kitty     |
| Dávid       | Kitty     |
| Emese       | Kitty     |
| Gábor       | Kitty     |
|             |           |
| Kiszavazott | Kitty     |

### 17. rész
- Játék az egyesített –  Bayani – törzsbe való bekerülésért
  - Részt vevő törzs:  Gagamba
  - Továbbjutók: Alexandra, Beni, Dávid, Emese, Gábor
  - Második párbajozó: Vera
- Párbaj a  Bayani törzs utolsó helyéért
  - Résztvevők:
    -  Agila – Jérémy
    -  Gagamba – Vera

  - Győztes: Vera
- Jérémy a  Holtak szigetére kerül
- Véget ér a Törzsek háborúja

### 18. rész
- Elindul a Túlélők harca
- 6. védettségi játék
  - Győztes: Beni

### 19. rész
- 6. törzsi tanács

| Törzs       | Bayani   |
|             |          |
| Játékos     | Szavazat |
| Alexandra   | Nóri     |
| Beni (V)    | Nóri     |
| Dávid       | Nóri     |
| Emese       | Nóri     |
| Gábor       | Nóri     |
| Vera        | Nóri     |
| Eszter      | Vera     |
| Fanni       | Vera     |
| Nóri        | Vera     |
| Robi        | Vera     |
| Tamás       | Vera     |
|             |          |
| Kiszavazott | Nóri     |

### 20. rész
- 9. zsákmányszerzés
  - Nyeremény: zsák egy amulettel és egy szürke kendővel – a győztes csak a táborban nyithatja ki a zsákot
  - Az első két kieső – Fanni és Eszter – veszélyzónába kerül
  - Győztes: Emese – a nap végéig el kell döntenie, hogy a két veszélyzónás közül kinek adja az amulettet és kinek a szürke kendőt; az amulett tulajdonosa a Bayani törzs tagja marad, de nem vehet részt a következő védettségi játékon, míg a szürke kendő tulajdonosa a  Holtak szigetére kerül
- Emese Fanninak adja az amulettet, míg Eszternek a szürke kendőt, így Eszter a  Holtak szigetére kerül

### 21. rész
- 7. védettségi játék
  - Győztes: Beni
- Istenes Bence elmondja Fanninak a táborban, hogy az Emesétől kapott amulett egy olyan védettségi amulett, mellyel egy másik játékos megvédhető a következő törzsi tanácson
- 7. törzsi tanács
  - Fanni Tamásnak adja a védettséget jelentő amulettet

| Törzs       | Bayani   |
|             |          |
| Játékos     | Szavazat |
| Gábor       | Fanni    |
| Beni (V)    | Tamás    |
| Dávid       | Tamás    |
| Emese       | Tamás    |
| Fanni       | Tamás    |
| Vera        | Tamás    |
| Alexandra   | Vera     |
| Robi        | Vera     |
| Tamás (V)   | Vera     |
|             |          |
| Kiszavazott | Vera     |

### 22. rész
- 10. zsákmányszerzés
  - Nyeremény: wellnessnap – a győztes három másik játékost vihet magával + telefon, mellyel a wellnessnapon részt vevő négy játékos egyike felhívhatja egy hozzátartozóját
- A zsákmányszerzés győztese: Alexandra
- A telefonálás lehetőségét megkapta: Alexandra

### 23. rész
- 1. párbaj a  Holtak szigetén
  - Kieső: Eszter
- 8. védettségi játék
  - Győztes: Gábor

### 24. rész
- 1. zsákmányszerzés a  Holtak szigetén
  - Nyeremény: palacsinta, narancslé + hátrány egy másik játékosnak a következő párbajon
  - Győztes: Jérémy – el kell döntenie, hogy a palacsintát és a narancslét egyedül fogyasztja el, vagy átadja a másik két játékosnak. Jérémy úgy dönt, hogy egyedül fogyasztja el a nyereményt, amit a másik két játékos előtt kell megtennie.
- A Bayani törzs szigetén egy védettségi amulettet rejtettek el
  - A védettségi amulett megtalálója: Tamás (a 25. részben megszerzett nyom segítségével)
- 8. törzsi tanács

| Törzs       | Bayani   |
|             |          |
| Játékos     | Szavazat |
| Emese       | Beni     |
| Fanni       | Beni     |
| Robi        | Beni     |
| Tamás       | Beni     |
| Alexandra   | Emese    |
| Beni        | Emese    |
| Dávid       | Emese    |
| Gábor (V)   | Emese    |
|             |          |
| Kiszavazott | Beni     |

Mivel Beni és Emese egyaránt négy szavazatot kapott, egy párbajra került sor. A párbajt Emese nyerte, így a Bayani törzs tagja maradt, míg Beni a  Holtak szigetére került.

### 25. rész
- 11. zsákmányszerzés
  - Nyeremény: egy nyom a Bayani szigetén elrejtett védettségi amuletthez
  - Az első két kieső – Dávid és Emese – veszélyzónába kerül
  - Győztes: Tamás
- A két veszélyzónás párbaja – a győztes a Bayani törzs tagja marad, a vesztes a  Holtak szigetére kerül
  - Győztes: Dávid
- Emese a  Holtak szigetére kerül.
- Tamás megtalálja a védettségi amulettet.

### 26. rész
- 12. zsákmányszerzés
  - Nyeremény: előny a következő védettségi játékon
  - Győztes: Dávid
- 2. párbaj a  Holtak szigetén
  - Jérémy a hátrányt Verának adja – Verának a három helyett négy pontot kell szereznie a továbbjutáshoz
  - Kieső: Emese

### 27. rész
- 9. védettségi játék
  - Győztes: Gábor
- 2. – egyben utolsó – zsákmányszerzés a  Holtak szigetén
  - Nyeremény: előny a következő párbajon
  - Győztes: Vera

### 28. rész
- 9. törzsi tanács

| Törzs       | Bayani    |
|             |           |
| Játékos     | Szavazat  |
| Dávid       | Alexandra |
| Gábor (V)   | Alexandra |
| Tamás       | Alexandra |
| Alexandra   | Dávid     |
| Fanni       | Dávid     |
| Robi        | Dávid     |
|             |           |
| Kiszavazott | Dávid     |

Mivel Alexandra és Dávid egyaránt három szavazatot kapott, egy párbajra került sor. A párbajt Alexandra nyerte, így a Bayani törzs tagja maradt, míg Dávid a  Holtak szigetére került.

### 29. rész
- 13. zsákmányszerzés
  - Nyeremény: dupla szavazatot érő amulett + piknik lehetőség egy másik játékossal
  - Győztes: Alexandra – a pikniken Gáborral vett részt
- 10. védettségi játék
  - Győztes: Fanni

### 30. rész
- 3. párbaj a  Holtak szigetén
  - Vera +5 pont előnnyel indul
  - Kieső: Beni
- 10. törzsi tanács
  - Alexandra a dupla szavazatot érő amulettjét felhasználva két szavazatot adott le

| Törzs       | Bayani    |
|             |           |
| Játékos     | Szavazat  |
| Robi (V)    | Alexandra |
| Fanni (V)   | Gábor     |
| Tamás       | Gábor     |
| Alexandra   | Robi      |
| Gábor       | Robi      |
|             |           |
| Kiszavazott | Gábor     |

Mivel Tamás a védettségi amulettet Robinak adta, így a második legtöbb szavazatot kapott játékos – Gábor – került a  Holtak szigetére.

### 31. rész
- 11. – egyben utolsó – védettségi játék
  - Győztes: Alexandra
  - A győztes védettséget adhat a  Holtak szigetén levő játékosok egyikének a következő párbajon
- 4. párbaj a  Holtak szigetén – a győztes védettséget kap a következő párbajon
  - Védett: Gábor
  - Győztes: Dávid
  - Kieső: Nóri

### 32. rész
- 5. párbaj a  Holtak szigetén
  - Védett: Dávid
  - Kieső: Jérémy
- 11. – egyben utolsó – törzsi tanács a Bayani törzsben

| Törzs         | Bayani   |
|               |          |
| Játékos       | Szavazat |
| Alexandra (V) | Robi     |
| Tamás         | Robi     |
| Fanni         | Tamás    |
| Robi          | Tamás    |
|               |          |
| Kiszavazott   | Robi     |

Mivel Robi és Tamás egyaránt két szavazatot kapott, egy párbajra került sor. A párbajt Tamás nyerte, így a Bayani törzs tagja maradt, míg Robi a  Holtak szigetére került.

### 33. rész
- 6. – egyben utolsó – párbaj a  Holtak szigetén
  - Győztes: Dávid
  - Kiesők: Gábor, Robi, Vera
- Dávid a  Holtak szigete győzteseként visszatért a  Bayani törzsbe
- A  Bayani törzs három tagja találkozhatott egy-egy hozzátartozójával

### 34. rész
- 1. elődöntő – a játék győztese elsőként továbbjut a fináléba
  - A játékot a hozzátartozók is végignézhették
  - Győztes, így első finalista: Dávid
- 2. elődöntő – a játék győztese másodikként továbbjut a fináléba
  - Győztes, így második finalista: Fanni
  - Harmadik helyezett: Tamás
  - Negyedik helyezett: Alexandra – félbehagyta a játékot

### 35. rész – Finálé
- A két finalista párbaja – a győztes kiválaszthat egy szavazót, akinek érvényteleníti a szavazatát
  - Győztes: Dávid
  - Dávid döntése alapján Robi szavazata érvénytelenné vált
- 12. – végső – törzsi tanács

| Játékos           | Szavazat |
| ----------------- | -------- |
| Beni              | Dávid    |
| Gábor             | Dávid    |
| Jérémy            | Dávid    |
| Tamás             | Dávid    |
| Vera              | Dávid    |
| Alexandra         | Fanni    |
| Emese             | Fanni    |
| Eszter            | Fanni    |
| Nóri              | Fanni    |
| Robi              | Fanni    |
|                   |          |
| Győztes           | Dávid    |
| Második helyezett | Fanni    |

A kiesett játékosok szavazatai alapján a játékot Dávid nyerte, aki  A Túlélő cím mellett 20 millió forintot vihetett haza.

## Játékosok
| Játékos (Teljes név)                           | Eredeti törzs | Egyesült törzs | Kiesés                                                            | Holtak szigete                      | Helyezés                               |
| ---------------------------------------------- | ------------- | -------------- | ----------------------------------------------------------------- | ----------------------------------- | -------------------------------------- |
| Dávid (Tömböly Dávid) 27, Győr                 | Gagamba       | Bayani         | 9. kiszavazott Párbaj vesztese[g] 33. nap                         | Győztes Visszatért a Bayani törzsbe | 1.                                     |
| Fanni (Sós Fanni) 24, Debrecen                 | Agila         | Bayani         | 2. helyezett 42. nap                                              |                                     | 2.                                     |
| Tamás (Bíró Tamás) 23, Budapest                | Agila         | Bayani         | 3. helyezett a második elődöntőben 41. nap                        |                                     | 3. 10. szavazó a végső törzsi tanácson |
| Alexandra (Dr. Demeter Alexandra) 28, Budapest | Gagamba       | Bayani         | Félbehagyta a második elődöntőt 41. nap                           |                                     | 4. 9. szavazó a végső törzsi tanácson  |
| Robi (Barna Róbert) 30, Budapest               | Agila         | Bayani         | 3. kiszavazott[a] 10. nap 11. kiszavazott Párbaj vesztese 38. nap | 6. párbaj vesztese 39. nap          | 5. 8. szavazó a végső törzsi tanácson  |
| Vera (Balázs Veronika) 28, Gyergyóalfalu       | Gagamba       | Bayani         | 7. kiszavazott 25. nap                                            | 6. párbaj vesztese 39. nap          | 6. 7. szavazó a végső törzsi tanácson  |
| Gábor (Koller Gábor) 34, Budapest              | Gagamba       | Bayani         | 10. kiszavazott 36. nap                                           | 6. párbaj vesztese 39. nap          | 7. 6. szavazó a végső törzsi tanácson  |
| Jérémy (Tóth Jérémy János) 24, Budapest        | Agila         |                | Párbaj vesztese[d] 20. nap                                        | 5. párbaj vesztese 38. nap          | 8. 5. szavazó a végső törzsi tanácson  |
| Nóri (Maróti Nóra) 37, Tiszasziget             | Agila         | Bayani         | 6. kiszavazott 22. nap                                            | 4. párbaj vesztese 37. nap          | 9. 4. szavazó a végső törzsi tanácson  |
| Beni (Süle Benjámin) 26, Érd                   | Gagamba       | Bayani         | 8. kiszavazott Párbaj vesztese[c] 30. nap                         | 3. párbaj vesztese 36. nap          | 10. 3. szavazó a végső törzsi tanácson |
| Emese (Margittai Emese) 50, Érd                | Gagamba       | Bayani         | Párbaj vesztese[b] 30. nap                                        | 2. párbaj vesztese 30. nap          | 11. 2. szavazó a végső törzsi tanácson |
| Eszter (Petneházi Eszter) 31, Nyíregyháza      | Agila         | Bayani         | Emese döntése[e] 23. nap                                          | 1. párbaj vesztese 27. nap          | 12. 1. szavazó a végső törzsi tanácson |
| Kitty (Landauer Kitty) 32, Budapest            | Gagamba       |                | 5. kiszavazott 19. nap                                            |                                     | 13.                                    |
| Balázs (Varga Balázs) 26, Gyergyószentmiklós   | Agila         |                | Feladta a játékot 19. nap                                         |                                     | 14.                                    |
| Viki (Dékány Viktória) 26, Budapest            | Gagamba       |                | 4. kiszavazott Párbaj vesztese[f] 14. nap                         |                                     | 15.                                    |
| Eszti (Nagy Eszter) 27, Budapest               | Agila         |                | Feladta a játékot 8. nap                                          |                                     | 16.                                    |
| Bence (Botyánszki Bence) 35, Békéscsaba        | Agila         |                | 2. kiszavazott 7. nap                                             |                                     | 17.                                    |
| Sanyi (Tokaji Sándor) 48, Szolnok              | Gagamba       |                | 1. kiszavazott 3. nap                                             |                                     | 18.                                    |

1.↑ a: Robi eredetileg kiszavazásra került az Agila törzs 10. napon tartott törzsi tanácsán, azonban miután Balázs a 19. napon feladta a játékot, visszatérhetett a versenybe.
2.↑ b: A 30. napon tartott zsákmányszerzés során az első két kiesett játékos – Dávid és Emese – veszélyzónába került, majd ezt követően egy párbajon kellett részt venniük. A párbaj győztese – Dávid – a Bayani törzs tagja maradt, míg vesztese – Emese – a Holtak szigetére került.
3.↑ c: A Bayani törzs 30. napon tartott törzsi tanácsán Beni és Emese egyenlő számú szavazatot kapott, így egy párbajra került sor, melyet Emese nyert, így ő maradhatott a Bayani törzs tagja, míg Beninek távoznia kellett a Holtak szigetére.
4.↑ d: Az Agila törzs tagjainak Bayani törzsbe való bekerülését megelőző játékon Jérémy végzett az utolsó helyen, akinek párbajoznia kellett a Gagamba törzs ugyanezen a játékon utolsó helyen végzett játékosával, aki Vera lett. A párbajt Vera nyerte, aki így tizenegyedikként csatlakozhatott a Bayani törzshöz, míg Jérémy a Holtak szigetére került.
5.↑ e: A 23. napon tartott zsákmányszerzés tétje egy amulett és egy szürke kendő volt. A játék során az első két kiesett versenyző – Fanni és Eszter – veszélyzónába került, sorsukról a játék győztesének – Emesének – kellett döntenie a nap végéig. Emese az amulettet Fanninak adta, aki így a Bayani törzs tagja maradt, azonban nem vehetett részt a következő védettségi játékon, míg Eszter a szürke kendőt kapta, így távoznia kellett a Holtak szigetére.
6.↑ f: A Gagamba törzs 14. napon tartott törzsi tanácsán Alexandra és Viki egyenlő számú szavazatot kapott, így egy párbajra került sor, melyet Alexandra nyert, így ő maradhatott a Gagamba törzs tagja, míg Vikinek távoznia kellett a játékból.
7.↑ g: A Bayani törzs 33. napon tartott törzsi tanácsán Alexandra és Dávid egyenlő számú szavazatot kapott, így egy párbajra került sor, melyet Alexandra nyert, így ő maradhatott a Bayani törzs tagja, míg Dávidnak távoznia kellett a Holtak szigetére.